# Каранфил
Каранфил (лат. Dianthus) је род зељастих биљака цветница који припада породици каранфила (Caryophyllaceae). Врсте овог рода углавном насељавају Европу и Азију, док се неколико може наћи у Африци, а једна врста (Dianthus repens) и у Северној Америци.

## Порекло имена
Научно име рода дато је према лепоти цвета и потиче од грчких речи dios, што значи Бог и anthos - цвет па се може превести као божански цвет. Древни грчки ботаничар Теофраст је користио назив божански цвет. Карл Лине је дао назив Dianthus. Данашње народно име, каранфил, дали су Немци због сличности мириса цвета и зачина каранфилића (осушени пупољци Syzygium aromaticum), да би се затим он одомаћио и у другим европским језицима.

## Списак врста
Род Dianhtus садржи око 300 врста, међу којима се могу издвојити:
|  |  |  |  |

Неки од хибрида;
- 'Devon Xera' – Fire Star Dianthus[1]
- 'John Prichard'